# Anni Holdmann
Anna Ella Amalie „Anni” Holdmann (ur. 28 stycznia 1900 w Hamburgu, zm. 2 listopada 1960 tamże) – niemiecka lekkoatletka specjalizująca się w krótkich biegach sprinterskich, uczestniczka letnich igrzysk olimpijskich w Amsterdamie (1928), brązowa medalistka olimpijska w biegu sztafetowym 4 × 100 metrów.

## Sukcesy sportowe
- wicemistrzyni Niemiec w biegu na 100 metrów – 1928[2]

| Rok  | Miasto    | Zawody               | Konkurencja        | Wynik         |
| ---- | --------- | -------------------- | ------------------ | ------------- |
| 1928 | Amsterdam | Igrzyska olimpijskie | sztafeta 4 × 100 m | brązowy medal |

## Rekordy życiowe
- bieg na 100 metrów – 12,3 – Berlin 14/08/1927[3]